# Scare Yourself
Scare Yourself är det nionde studioalbumet av D-A-D, utgivet 23 maj 2005.

## Låtlista
1. "Lawrence of Suburbia"
2. "A Good Day (to Give It Up)"
3. "Scare Yourself"
4. "No Hero"
5. "Hey Now"
6. "Camping in Scandinavia"
7. "Unexplained"
8. "Little Addict"
9. "Dirty Fairytale"
10. "Allright"
11. "Last Chance to Change"
12. "You Filled My Head" (internationellt bonusspår)
13. "Big Ones" (japanskt bonusspår)